# سکس بدفرجام یا پورن جنون‌آمیز
رابطه بدفرجام یا رابطه جنون‌آمیز (رومانیایی: Babardeală cu bucluc sau porno balamuc) یک فیلم کمدی درام رومانیایی به کارگردانی رادو ژوده است که در سال ۲۰۲۱ منتشر شد.
این فیلم نخستین بار در هفتاد و یکمین جشنواره بین‌المللی فیلم برلین اکران شد و در بخش مسابقهٔ آن، برندهٔ خرس طلایی این جشنواره شد.
این فیلم در خلال روایت داستان خود به مسائلی مانند تبعیض جنسیتی، محافظه‌کاری ملی و مصرف‌گرایی در جامعۀ رومانی می‌پردازد.
همچنین این فیلم به عنوان نماینده سینمای رومانی، به اسکار ۲۰۲۲ معرفی شد.

## بازیگران
- کاتیا پاسکاریو
- اُلیمپیا مالای
- آندی واسلویانو
- الکساندرو پوتوچئان
- یون دیچیسانو